# Campeonato europeo de hockey sobre patines masculino de 1996
El XLII Campeonato europeo de hockey sobre patines masculino de 1996 se celebró en Salsomaggiore Terme (Italia) del 12 al 19 de octubre de 1996. Fue organizado por el Comité Europeo de Hockey sobre Patines. La selección de Portugal ganó su decimonoveno título.

## Equipos participantes
|            |
| Alemania   |
| Austria    |
| Bélgica    |
| España     |
| Francia    |
| Inglaterra |
| Italia     |
| Portugal   |
| Suiza      |

## Resultados
|            | Bandera de España | Bandera de Austria | Bandera de Italia | Bandera de Francia | Bandera de Portugal | Bandera de Suiza | Bandera de Inglaterra | Bandera de Alemania | Bandera de Bélgica |
| ---------- | ----------------- | ------------------ | ----------------- | ------------------ | ------------------- | ---------------- | --------------------- | ------------------- | ------------------ |
| España     |                   |                    |                   |                    |                     |                  |                       |                     |                    |
| Austria    | 0-10              |                    |                   |                    |                     |                  |                       |                     |                    |
| Italia     | 4-0               | 18-0               |                   |                    |                     |                  |                       |                     |                    |
| Francia    | 1-6               | 12-1               | 1-11              |                    |                     |                  |                       |                     |                    |
| Portugal   | 5-2               | 23-2               | 5-2               | 5-0                |                     |                  |                       |                     |                    |
| Suiza      | 1-9               | 11-3               | 1-3               | 3-2                | 1-7                 |                  |                       |                     |                    |
| Inglaterra | 0-17              | 3-0                | 1-18              | 0-6                | 2-15                | 0-5              |                       |                     |                    |
| Alemania   | 1-7               | 5-2                | 2-12              | 2-3                | 2-6                 | 1-3              | 5-3                   |                     |                    |
| Bélgica    | 1-22              | 9-5                | 0-34              | 0-8                | 0-22                | 0-3              | 4-1                   | 2-7                 |                    |

## Clasificación
| Equipo     | Pts | PJ | PG | PE | PP | GF  | GC  | DG  |
| ---------- | --- | -- | -- | -- | -- | --- | --- | --- |
| Portugal   | 16  | 8  | 8  | 0  | 0  | 88  | 11  | +77 |
| Italia     | 14  | 8  | 7  | 0  | 1  | 102 | 10  | +92 |
| España     | 12  | 8  | 6  | 0  | 2  | 73  | 13  | +60 |
| Suiza      | 10  | 8  | 5  | 0  | 3  | 28  | 25  | +3  |
| Francia    | 8   | 8  | 4  | 0  | 4  | 33  | 28  | +5  |
| Alemania   | 6   | 8  | 3  | 0  | 5  | 25  | 38  | -13 |
| Bélgica    | 4   | 8  | 2  | 0  | 6  | 16  | 102 | -86 |
| Inglaterra | 2   | 8  | 1  | 0  | 7  | 10  | 70  | -60 |
| Austria    | 0   | 8  | 0  | 0  | 8  | 13  | 91  | -78 |